# بابی مرداک
بابی مرداک (انگلیسی: Bobby Murdoch; ۲۵ ژانویهٔ ۱۹۳۶ – ۱۲ فوریهٔ ۲۰۱۷) بازیکن فوتبال اهل بریتانیا بود.
از باشگاه‌هایی که در آن بازی کرده‌است می‌توان به باشگاه فوتبال بارو، باشگاه فوتبال لیورپول، و باشگاه فوتبال استوک‌پورت کانتی اشاره کرد.